# Netzkino
Netzkino ist ein für Verbraucher kostenneutrales Video-on-Demand-Portal der PLAION PICTURES GmbH (zuvor Spotfilm Networx GmbH und Netzkino Services GmbH) mit Sitz in Planegg bei München.
Ursprünglich startete der Streaming-Dienst als YouTube-Film-Kanal. Schritt für Schritt entwickelte der Anbieter eigene Anwendungen und baute Netzkino zu einem Multiplattform-Service aus. Nutzer können die angebotenen Filme über die Netzkino-Website und Apps für iOS, Android, Windows streamen oder direkt auf dem Fernseher über die Smart-TV-App ansehen.
Neben einigen bekannten Spielfilmen hat sich Netzkino vor allem auf Nischen- und Genrekino spezialisiert.
Seit Oktober 2022 betreibt Plaion Pictures das Angebot.

## Geschichte
Netzkino wurde von Peter von Ondarza gegründet und startete im April 2010 vorerst als ein YouTube-Film-Kanal.
Danach begann das Unternehmen auch mit der Entwicklung eigener Anwendungen für verschiedene Endgeräte. Bis Ende 2014 wurde Netzkino zu einem plattformübergreifenden Streaming-Dienst ausgebaut. Seitdem können Nutzer die Filme des Anbieters auf der eigenen Website, über Apps für verschiedene mobile Endgeräte und auf Smart-TVs streamen. Netzkino war damit der erste Anbieter auf dem deutschen VOD-Markt, welcher Film-Inhalte legal zum kostenlosen Stream zur Verfügung stellte
Ende 2012 wurde die Netzkino Services UG in die Netzkino Services GmbH umgewandelt, deren Geschäftsführer seit Anfang 2015 Hauk Markus ist.
Im Jahr 2014 stellte Netzkino auf seinem YouTube-Kanal mehr als 1500 Filme zur Verfügung und hatte 250.000 Abonnenten. Bis 2017 verdoppelte sich die Anzahl der YouTube-Fans und laut dem Branchenmagazin InfoDigital ist Netzkino damit mit „gesamt 13 Millionen Video Views und sechs Millionen Unique Usern im Monat [...] die größte Social Media Spielfilm Community in Deutschland“. Anfang 2018 hatte der YouTube-Kanal des Anbieters mehr als 700.000 Abonnenten.
Im Juni 2017 wurde die Netzkino Services GmbH mit dem TOP 100-Siegel als Innovationsführer des deutschen Mittelstands ausgezeichnet.
Seit April 2020 gibt es mit Dzango – Filme für Männer einen weiteren Spartenkanal.
Der zugehörige YouTube-Kanal hatte im April 2024 fast 200.000 Abonnenten und bietet „(…) alles was Männern gefällt: Explosive Actionfilme, spannende Thriller und faszinierende Dokus. Garantiert große Unterhaltung für große Jungs!(…)“
Der Netzkino YouTube-Kanal @netzkino konnte im April 2024 über 1,52 Millionen Abonnenten vorweisen, auf dem über 2.800 Videos von Serien, Spielfilmen und Dokumentation in deutschsprachiger Synchronfassung als auch Produktionen in der englischsprachigen Originalfassung angeboten werden.

## Geschäftsmodell
Netzkino ist ein kostenloses Film-Streaming-Angebot und in den Ländern Deutschland, Schweiz und Österreich verfügbar. Der Service finanziert sich durch Werbung und hat Ende 2017 zusätzlich den bezahlpflichtigen Abo-Service NetzkinoPlus eingeführt.